# 洪山窑址
洪山窑址是一处古遗址，位于山西省晋中市介休市，年代为宋至清。
2006年5月25日，洪山窑址公布为第六批全国重点文物保护单位。